# Florence Crauford Grove
Pas d'image ? Cliquez ici
Florence Crauford Grove (né en 1838 ; mort en 1902) est un alpiniste britannique du XIXe siècle. Il a réalisé la première ascension de l'Elbrouz (5 642 m) en 1874. Il a retracé cette aventure dans un livre publié en 1875, The Frosty Caucasus. Le titre provient de la pièce Richard II (acte I scène 3) de William Shakespeare : « O, who can hold a fire in his hand by thinking on the frosty Caucasus ? » (« O, qui peut tenir un tison dans la main en songeant aux glaces du Caucase ? »).

## Premières ascensions
| Sommet                 | Altitude (m) | Cordée                                                         | Guides                                      | Date            |
| ---------------------- | ------------ | -------------------------------------------------------------- | ------------------------------------------- | --------------- |
| Dent d'Hérens          | 4 171        | Reginald S. Macdonald, Montagu Woodmass et William Edward Hall | Melchior Anderegg et Peter Perren           | 12 août 1863    |
| Pointe Parrot          | 4 432        | Reginald S. Macdonald, Montagu Woodmass et William Edward Hall | Melchior Anderegg et Peter Perren           | 16 août 1863    |
| Zinalrothorn           | 4 221        | Leslie Stephen                                                 | Jakob Anderegg et Melchior Anderegg         | 22 août 1864    |
| Aiguille de Bionnassay | 4 052        | E. N. Buxton et Reginald S. McDonald                           | Jean-Pierre Cachat et Michel-Ambroise Payot | 28 juillet 1865 |
| Elbrouz, sommet ouest  | 5 642        | Frederick Gardiner et Horace Walker                            | Ahiya Sottaiev et Peter Knubel              | 1874            |